# Mughiphantes edentulus
Espèce
Mughiphantes edentulus est une espèce d'araignées aranéomorphes de la famille des Linyphiidae.

## Distribution
Cette espèce est endémique des Émirats arabes unis. Elle se rencontre à Wadi Maidaq dans le Ras el Khaïmah.

## Description
Le mâle holotype mesure 1,75 mm et la femelle paratype 2,00 mm.

## Publication originale
- Tanasevitch, 2010 : Order Araneae, family Linyphiidae. Arthropod Fauna of the UAE. Dar Al Ummah, Abu Dhabi, vol. 3, p. 15-26.